# Niklas Stark
Niklas Stark (Neustadt an der Aisch, 14 de abril de 1995) es un destacable futbolista alemán. Juega en la posición de defensa y desde 2022 milita en el Werder Bremen de la Bundesliga de Alemania. Ha sido internacional con la selección alemana en diversas categorías inferiores.

## Trayectoria

### Clubes
Stark comenzó su carrera en el F. S. V. Ipsheim, al que se unió en 1998. Después estuvo dos años en el T. S. V. Neustadt/Aisch, de su natal Neustadt an der Aisch en Baviera. En 2004 llegó al F. C. Núremberg, donde debutó como profesional el 27 de abril de 2013 en un partido ante el T. S. G. 1899 Hoffenheim, en el que reemplazó a Markus Feulner. El siguiente encuentro, frente al Bayer Leverkusen, lo comenzó de titular. Estuvo bajo el interés de clubes como Schalke 04, F. C. Augsburgo y Bayer Leverkusen, pero en agosto de 2015 firmó por cuatro años con el Hertha Berlín, que pagó alrededor de tres millones de euros para comprarlo. La temporada 2017-18 la jugó mayormente como centrocampista defensivo, pero en la siguiente volvió a desempeñarse como defensor central.
En 2022 puso fin a siete años en la capital para jugar en el Werder Bremen a partir de la temporada 2022-23.

### Selección nacional
El 16 de mayo de 2012 disputó en Liubliana la final del Campeonato Europeo de la UEFA Sub-17 ante la selección de los Países Bajos; permaneció en el banco de suplentes y el encuentro lo terminaron ganando los neerlandeses en tanda de penales por 5:4. El 31 de julio de 2014 participó en la final del Campeonato Europeo de la UEFA Sub-19, en la que fue capitán de su equipo, que derrotó a Portugal por marcador 1:0, con anotación de Hany Mukhtar. Stark integró el equipo ideal del torneo.
Con la selección alemana sub-20, en 2015 disputó la Copa Mundial de Fútbol de la categoría, en la que su seleccionado perdió en cuartos de final en tanda de penales con Malí, en un encuentro que había quedado empatado a un gol. En 2017 ganó la Eurocopa Sub-21, en la que su selección se impuso tras derrotar por 1:0 a España en la final, en la que Stark fue amonestado en el minuto 52. Fue parte del equipo ideal de la competición. El 15 de marzo de 2019 fue convocado por primera vez a la selección absoluta para los partidos ante Serbia y Países Bajos. El 19 de noviembre, se produjo su debut tras reemplazar a Lukas Klostermann en el minuto 65 de la victoria ante Irlanda del Norte por 6:1, en partido de clasificación para la Eurocopa 2020.

#### Participaciones en Copas del Mundo
| Mundial                     | Sede          | Resultado        |
| --------------------------- | ------------- | ---------------- |
| Copa Mundial Sub-20 de 2015 | Nueva Zelanda | Cuartos de final |

#### Participaciones en Eurocopas
| Torneo                  | Sede      | Resultado  |
| ----------------------- | --------- | ---------- |
| Eurocopa Sub-17 de 2012 | Eslovenia | Subcampeón |
| Eurocopa Sub-19 de 2014 | Hungría   | Campeón    |
| Eurocopa Sub-21 de 2017 | Polonia   | Campeón    |

## Estadísticas

### Clubes
La siguiente tabla detalla los encuentros disputados y los goles marcados por Stark en los clubes en los que ha militado.
| F. C. Núremberg II · Alemania                                                        | 2011-12             | 2   | 0  | 0 | 0  | 0 | 0 | 0 | 0 | 0 | 2   | 0  | 0 |
| F. C. Núremberg II · Alemania                                                        | 2012-13             | 23  | 3  | 0 | 0  | 0 | 0 | 0 | 0 | 0 | 23  | 3  | 0 |
| F. C. Núremberg II · Alemania                                                        | Total               | 25  | 3  | 0 | 0  | 0 | 0 | 0 | 0 | 0 | 25  | 3  | 0 |
| F. C. Núremberg · Alemania                                                           | 2012-13             | 3   | 0  | 1 | 0  | 0 | 0 | 0 | 0 | 0 | 3   | 0  | 1 |
| F. C. Núremberg · Alemania                                                           | 2013-14             | 21  | 0  | 0 | 0  | 0 | 0 | 0 | 0 | 0 | 21  | 0  | 0 |
| F. C. Núremberg · Alemania                                                           | 2014-15             | 26  | 2  | 2 | 1  | 0 | 0 | 0 | 0 | 0 | 27  | 2  | 2 |
| F. C. Núremberg · Alemania                                                           | 2015-16             | 4   | 1  | 1 | 1  | 0 | 0 | 0 | 0 | 0 | 5   | 1  | 1 |
| F. C. Núremberg · Alemania                                                           | Total               | 54  | 3  | 4 | 2  | 0 | 0 | 0 | 0 | 0 | 56  | 3  | 4 |
| Hertha Berlín · Alemania                                                             | 2015-16             | 21  | 2  | 0 | 2  | 0 | 0 | 0 | 0 | 0 | 23  | 2  | 0 |
| Hertha Berlín · Alemania                                                             | 2016-17             | 27  | 1  | 1 | 3  | 0 | 1 | 2 | 0 | 0 | 32  | 1  | 2 |
| Hertha Berlín · Alemania                                                             | 2017-18             | 26  | 1  | 2 | 1  | 1 | 0 | 4 | 0 | 0 | 31  | 2  | 2 |
| Hertha Berlín · Alemania                                                             | 2018-19             | 22  | 1  | 0 | 3  | 0 | 0 | 0 | 0 | 0 | 25  | 1  | 0 |
| Hertha Berlín · Alemania                                                             | 2019-20             | 21  | 1  | 0 | 3  | 0 | 0 | 0 | 0 | 0 | 24  | 1  | 0 |
| Hertha Berlín · Alemania                                                             | 2020-21             | 33  | 0  | 0 | 1  | 0 | 0 | 0 | 0 | 0 | 34  | 0  | 0 |
| Hertha Berlín · Alemania                                                             | 2021-22             | 28  | 1  | 0 | 2  | 0 | 0 | 0 | 0 | 0 | 30  | 1  | 0 |
| Hertha Berlín · Alemania                                                             | Total               | 178 | 7  | 3 | 15 | 1 | 1 | 6 | 0 | 0 | 135 | 7  | 4 |
| Total en su carrera                                                                  | Total en su carrera | 196 | 12 | 7 | 14 | 1 | 1 | 6 | 0 | 0 | 216 | 13 | 8 |
| (1) Incluye datos de Copa de Alemania. (2) Incluye datos de Liga Europea de la UEFA. |                     |     |    |   |    |   |   |   |   |   |     |    |   |

### Selección nacional
La siguiente tabla detalla los encuentros disputados y los goles marcados por Stark con la selección alemana.
| Selección | Año   | Amistoso | Amistoso | Amistoso | Clasificación (1) | Clasificación (1) | Clasificación (1) | Eurocopa (2) | Eurocopa (2) | Eurocopa (2) | Mundial (3) | Mundial (3) | Mundial (3) | Total | Total | Total |
| Selección | Año   | PJ       | G        | A        | PJ                | G                 | A                 | PJ           | G            | A            | PJ          | G           | A           | PJ    | G     | A     |
| --- | ----- | -------- | -------- | -------- | ----------------- | ----------------- | ----------------- | ------------ | ------------ | ------------ | ----------- | ----------- | ----------- | ----- | ----- | ----- |
| Sub-17 · Alemania | 2011  | 1        | 0        | 0        | -                 | -                 | -                 | -            | -            | -            | -           | -           | -           | 1     | 0     | 0     |
| Sub-17 · Alemania | 2012  | 1        | 0        | 0        | -                 | -                 | -                 | 1            | 0            | 0            | -           | -           | -           | 2     | 0     | 0     |
| Sub-17 · Alemania | Total | 2        | 0        | 0        | 0                 | 0                 | 0                 | 1            | 0            | 0            | 0           | 0           | 0           | 3     | 0     | 0     |
| Sub-18 · Alemania | 2012  | 2        | 0        | 0        | -                 | -                 | -                 | -            | -            | -            | -           | -           | -           | 2     | 0     | 0     |
| Sub-18 · Alemania | 2013  | 1        | 0        | 0        | -                 | -                 | -                 | -            | -            | -            | -           | -           | -           | 1     | 0     | 0     |
| Sub-18 · Alemania | Total | 3        | 0        | 0        | 0                 | 0                 | 0                 | 0            | 0            | 0            | 0           | 0           | 0           | 3     | 0     | 0     |
| Sub-19 · Alemania | 2013  | 6        | 1        | 0        | -                 | -                 | -                 | -            | -            | -            | -           | -           | -           | 6     | 1     | 0     |
| Sub-19 · Alemania | 2014  | 1        | 1        | 0        | 2                 | 0                 | 0                 | 5            | 1            | 1            | -           | -           | -           | 8     | 2     | 1     |
| Sub-19 · Alemania | Total | 7        | 2        | 0        | 2                 | 0                 | 0                 | 5            | 1            | 1            | 0           | 0           | 0           | 14    | 3     | 1     |
| Sub-20 · Alemania | 2015  | 2        | 0        | 0        | -                 | -                 | -                 | -            | -            | -            | 5           | 3           | 0           | 7     | 3     | 0     |
| Sub-20 · Alemania | Total | 2        | 0        | 0        | 0                 | 0                 | 0                 | 0            | 0            | 0            | 5           | 3           | 0           | 7     | 3     | 0     |
| Sub-21 · Alemania | 2014  | 1        | 0        | 0        | 2                 | 1                 | 0                 | -            | -            | -            | -           | -           | -           | 3     | 1     | 0     |
| Sub-21 · Alemania | 2015  | 1        | 0        | 0        | 0                 | 0                 | 0                 | -            | -            | -            | -           | -           | -           | 1     | 0     | 0     |
| Sub-21 · Alemania | 2016  | 3        | 1        | 0        | 5                 | 0                 | 0                 | -            | -            | -            | -           | -           | -           | 8     | 1     | 0     |
| Sub-21 · Alemania | 2017  | 2        | 0        | 0        | -                 | -                 | -                 | 4            | 0            | 0            | -           | -           | -           | 6     | 0     | 0     |
| Sub-21 · Alemania | Total | 7        | 1        | 0        | 7                 | 1                 | 0                 | 4            | 0            | 0            | 0           | 0           | 0           | 18    | 2     | 0     |
| Absoluta · Alemania | 2019  | 0        | 0        | 0        | 1                 | 0                 | 0                 | -            | -            | -            | -           | -           | -           | 1     | 0     | 0     |
| Absoluta · Alemania | Total | 0        | 0        | 0        | 1                 | 0                 | 0                 | 0            | 0            | 0            | 0           | 0           | 0           | 1     | 0     | 0     |
| Total | Total | 21       | 3        | 0        | 10                | 1                 | 0                 | 10           | 1            | 1            | 5           | 3           | 0           | 46    | 8     | 1     |
| (1) Incluye datos de clasificación europea y mundialista. (2) Incluye datos del Campeonato Europeo de la UEFA Sub-19 y Eurocopa Sub-21. (3) Incluye datos de la Copa Mundial Sub-20. |       |          |          |          |                   |                   |                   |              |              |              |             |             |             |       |       |       |

### Resumen estadístico
| Competición           | Partidos | Goles | Asistencias | Promedio |
| --------------------- | -------- | ----- | ----------- | -------- |
| Liga                  | 196      | 12    | 7           | 0,06     |
| Copas nacionales      | 14       | 1     | 1           | 0,07     |
| Copas internacionales | 6        | 0     | 0           | 0,00     |
| Selección de Alemania | 1        | 0     | 0           | 0,00     |
| Selecciones juveniles | 45       | 8     | 1           | 0,17     |
| Total                 | 262      | 21    | 9           | 0,08     |

## Palmarés

### Campeonatos internacionales
| Título                      | Equipo (*)            | País    | Año  |
| --------------------------- | --------------------- | ------- | ---- |
| Campeonato de Europa Sub-19 | Selección de Alemania | Hungría | 2014 |
| Eurocopa Sub-21             | Selección de Alemania | Polonia | 2017 |

(*) Incluyendo la selección.

### Distinciones individuales
| Distinción                                                        | Año  |
| ----------------------------------------------------------------- | ---- |
| Parte del equipo ideal del Campeonato de Europa Sub-19.           | 2014 |
| Medalla Fritz Walter de Oro al mejor futbolista menor de 19 años. | 2014 |
| Parte del equipo ideal de la Eurocopa Sub-21.                     | 2017 |